# Слідом жвавого коня
«Слідом жвавого коня» — радянський двосерійний телефільм 1981 року, знятий режисером Гіясом Шермухамедовим на кіностудії «Узбекфільм».

## Сюжет
У центрі телефільму — доля двох братів Ялкіна та Турсуна Атаджанових. Старший брат Ялкін — людина невгамовної енергії, неабияких організаторських здібностей, одержима ідеєю перетворення землі, він мріє про небувалий урожай бавовни на пустельних землях. Турсун же намагається уникнути опіки старшого брата, знайти свій шлях у житті, утвердитися як особистість, яка не залежить від популярності брата. Але, ставши дорослим, Турсун розуміє, що його місце поряд з Ялкіном та тими, хто вирощує бавовну на полях Узбекистану.

## У ролях
- Уктам Лукманова — Шарафат-опа
- Рустам Сагдуллаєв — Рашид
- Мурад Раджабов — Ялкін
- Закір Мухамеджанов — роль другого плану
- Данута Столярська — роль другого плану

## Знімальна група
- Режисер — Гіяс Шермухамедов
- Сценарист — Анатолій Галієв